# Turgut Özal
Turgut Özal (13. října 1927, Malatya – 17. dubna 1993, Ankara) byl turecký politik, jedna z klíčových postav turecké politiky 2. poloviny 20. století.
V letech 1983–1989 byl premiérem Turecka, v letech 1989–1993 pak prezidentem. Roku 1983 založil liberálně-konzervativní stranu Anavatan Partisi a do roku 1989 byl jejím předsedou (strana se roku 2009 sloučila s jinými pravicovými subjekty a vytvořila Demokrat Parti). Již v letech 1980–1982 byl po vojenském převratu Kenana Evrena pověřen řízením vlády. Jako regulérní premiér pak proslul širokým programem privatizace státních podniků. Jako prezident, v éře po rozpadu Sovětského svazu, se zasadil o navázání silných vztahů se středoasijskými exsovětskými republikami, zejména s Ázerbájdžánem. Velmi též usiloval o mírovou dohodu s Kurdskou stranou pracujících (sám byl z půlky kurdského původu), po jeho smrti však mírové rozhovory ztroskotaly. Právě vstřícnost ke Kurdům zavdala příčiny ke spekulacím, že byl roku 1993 zavražděn. Oficiální příčinou smrti však byl infarkt myokardu. Již roku 1988 přežil pokus o atentát.